# Parlamentswahl in Togo 2013
Die Parlamentswahl in Togo fand am 25. Juli 2013 statt.
Die Wahlen hätten ursprünglich im Oktober 2012 stattfinden sollen, mussten aber wegen Protesten zuerst auf den 24. März 2013 verschoben werden, dann auf den 21. Juli und schließlich auf den 25. Juli 2013.

## Wahlsystem
Gewählt wurden die 91 Abgeordneten der Nationalversammlung, dem togoischen Parlament.
Bisher gehörten diesem 81 Leute an.
Für die Wahlen wurde das Land in 30 Wahlbezirke aufgeteilt. Jedem Bezirk standen zwischen zwei und zehn Sitze zu.
Insgesamt bewarben sich 1174 Togolesen um einen Abgeordnetensitz, darunter waren 159 Frauen und 31 bisherige Parlamentarier.

## Hintergrund
Die Wahlen mussten mehrmals verschoben werden, da die Oppositionsparteien Wahlreformen forderten. Erst im Juli machte die Regierung einige Zugeständnisse und entließ zehn Oppositionelle aus dem Gefängnis, welche im Januar wegen Brandstiftung auf zwei Märkte inhaftiert wurden. Zudem durfte die Opposition einige Vertreter der Wahlkommission und in den Wahllokalen stellen und bekam finanzielle Unterstützung für den Wahlkampf.
Grundlegende Reformen blieben aber aus.
Im Vorfeld der Wahlen kam es zudem zu Straßenprotesten, gegen welche die Sicherheitskräfte mit Tränengas vorgingen.
Der Urnengang lief ohne Zwischenfälle ab. Gemäß den Wahlbeobachtern der Afrikanischen Union und der ECOWAS sind die Wahlen fair verlaufen. Die Oppositionspartei CST behauptet aber, es seien Unregelmäßigkeiten aufgetreten.

## Ergebnis

Karte des Wahlergebnisses

Die Regierungspartei UNIR gewann die Wahlen deutlich. Die Partei um Staatspräsident Faure Gnassingbé errang 62 der 91 Sitze. Besonders im Norden des Landes konnte sie sehr viele Stimmen holen.
Die Koalition CST des Oppositionsführers Jean-Pierre Fabre kam auf 19 Sitze. Sie erhielt viel Unterstützung aus der Hauptstadt Lomé, wo sie sieben der zehn Sitze sichern konnte.
Die Union des forces de changement (UFC) um Gilchrist Olympio kann nur noch drei Abgeordnete stellen.

Parlamentswahlen in Togo 2013:
UNIR: 62 Sitze
Unabhängige Kandidaten: 1 Sitz
Union des forces de changement (UFC): 3 Sitze
Regenbogen Allianz: 6 Sitze
Collectif Sauvons le Togo (CST): 19 Sitze

| Parteien                             | Sitze |
| ------------------------------------ | ----- |
| Union pour la république (UNIR)      | 62    |
| Collectif Sauvons le Togo (CST)      | 19    |
| Alliance Arc-en-ciel                 | 6     |
| Union des forces de changement (UFC) | 3     |
| unabhängige Kandidaten               | 1     |